# Евроазијска плоча
Евроазијска плоча је тектонска плоча која укључује већину квазиконтинента Евроазије (копнена маса која се састоји од традиционалних, „правих” континената Европе и Азије), са значајним изузецима Индијског потконтинента, Арапског потконтинента и подручја источно од Черског гребена у источном Сибиру. Такође укључује океанску кору која се протеже западно до Средњоатлантског гребена и северно до Гакелског гребена.
Источна страна је граница са Северноамеричком плочом на северу и граница са Филипинскоморском плочом на југу, те могуће са Охотском плочом и Амурском плочом. Јужна страна је граница са Афричком плочом на западу, Арапском плочом у средини и Индо-аустралијском плочом на истоку. Западна страна је дивергентна граница са Северноамеричком плочом (чини део Средњоатлантског гребена на самом северу), која је уракљена Исландом. Све вулканске ерупције на Исланду — као што су оне када је 1973. године еруптирао Елдфел (вулкан исландског острва Хејмаеј), или када је 1783. године еруптирао Лаки, или када је 2010. еруптирао Ејафјадлајекидл — узроковане су разилажењем Северноамеричке и Евроазијске тектонске плоче, што је резултат дивергентних сила које делују на границама плоча.
Геодинамиком централне Азије доминира међуделовање између северне Евроазијске и Индијске плоче. У овом подручју, многе потплоче или блокови коре могу лако да се препознају. Ове потплоче или блокови коре формирају Централноазијску транзитну зону и Источноазијску транзитну зону.